# Absolute Management
 (août 2025).
Motif : Ou sont les sources centrées justifiant de l'admissibilité de ce label ?
- Archive Wikiwix
- Bing
- Cairn
- DuckDuckGo
- E. Universalis
- Gallica
- Google
- G. Books
- G. News
- G. Scholar
- Persée
- Qwant
- (zh) Baidu
- (ru) Yandex
- (wd) trouver des œuvres sur Wikidata

| 1. | Préciser le motif de la pose du bandeau. | Précisez le motif de la pose du bandeau en utilisant la syntaxe suivante : {{admissibilité à vérifier\|date=août 2025\|motif=remplacez ce texte par le motif}}                           |
| 2. | Informer les utilisateurs concernés.     | Pensez à avertir le créateur de l'article, par exemple, en insérant le code ci-dessous sur sa page de discussion : {{subst:avertissement admissibilité à vérifier\|Absolute Management}} |

Absolute Management est une société indépendante française d'édition et production musicales, basée à Paris, spécialisée dans le développement de la carrière d'artistes issus de la nouvelle scène française.
Créée à l'origine comme société de management en 1990 par Anne Claverie et Philippe Zdar Cerboneschi, son activité est transformée en 2002 avec la création d'une division édition Auteur Maximum, et d'une division production Accelera Son.

## Histoire

### Débuts
Absolute Management est fondé le 11 juillet 1990 par Anne Claverie et Philippe Zdar Cerboneschi. Ensemble, ils « managent » différents artistes comme Étienne Daho, les Valentins, Native, Doriand. Grâce à l’association de leur profil respectif, ils sont parmi les premiers en France à représenter également des ingénieurs du son, musiciens, et réalisateurs artistiques (parmi lesquels Dimitri from Paris, Étienne de Crécy, Renaud Letang, Hubert Blanc Francard (dit Boom Bass), Jean Lamoot).
En 1997, Anne Claverie rachète à Philippe Zdar ses parts de la société et devient l'unique actionnaire de celle-ci. À partir de 1999, elle réduit son catalogue d’artistes et garde seulement les Valentins en management. L'activité de la société s'oriente vers le conseil et la négociation de contrats, toujours pour les artistes, auteurs, réalisateurs, ingénieurs du son et labels. (Alain Lanty, Michel Olivier, Marc Collin, et Jean-Louis Piérot).

### 2000–2009
En 2002, la société prend un nouveau tournant pour se consacrer avant tout à l’édition musicale avec la création du catalogue éditorial Auteur Maximum. Bien que développant ces nouvelles activités, Anne Claverie reste l’agent artistique de Jean-Louis Piérot (arrangeur/réalisateur, entre autres pour Daho, Bashung, Tété, Miossec, Renan Luce, Kaolin, et Bénabar.
En 2003, Absolute management devient l’agent d’Olivia Ruiz pour une période d’un an. La même année, Auteur Maximum prend en charge le développement de la carrière de Pauline Croze, jeune auteur-compositeur-interprète, qui sera suivi en 2004 par la production de son premier album produit par le label de la société, Accelera son (avec cet album, Pauline Croze a été nommée au Prix Constantin en 2005, 2 fois aux Victoires de la musique en 2006, et a reçu le prix Adami-Bruno Coquatrix 2006. L’album s’est vendu à plus de 150 000 exemplaires).
À partir de 2004, Absolute Management développe plusieurs projets éditoriaux et de production : coédition avec Naïve de Pierre Rougean du groupe Milo (2004), édition du groupe Scotch et Sofa (de Montpellier, vainqueur du tremplin 2006 du festival Muzik’elles), et production et coédition de l'album du groupe marseillais Susan, vainqueur du RTL2 Pop/Rock Tour 2005 (album sorti en 2007 et en licence chez MVS Records/Anticraft).
En novembre 2007 sort Un bruit qui court, deuxième album de Pauline Croze, qui décroche le prix de l'Eden en 2012. Parallèlement, la société est devenue éditrice de l’auteur-compositeur-interprète Ludéal dont deux albums sortis chez Sony en 2007 et 2010. En 2008, Absolute management signe en édition l’artiste auteur-compositeur-interprète et photographe Nicolas Comment.
Un livre/disque Est-ce l’Est (Berliner Romanze) produit par Jean-Louis Piérot et totalement réalisé par l’artiste est sorti en octobre 2008 aux éditions Filigranes. Un album, Nous étions Dieu, produit par Marc Collin (du projet Nouvelle Vague) et distribué par Discograph/Wagram est sorti en novembre 2010.

### Depuis 2010
En 2011 débute la collaboration avec le groupe Young Michelin (vainqueurs du CQFD Inrocks 2010) qui en fin d’année change de nom (sous la pression de la marque de pneus) pour s’appeler ALINE. Absolute devient éditeur du groupe, et coproducteur avec les sociétés Smith en Face (Jérôme Pierdet, producteur de clip, court métrage, pub), et Probe Laze It la société de Jean-Louis Piérot (qui réalise l’album) et Philippe Balzé ingénieur du son (qui s’occupe de l’enregistrement et du mixage). Un premier EP sort en mai 2012, et un album le 7 janvier 2013 très bien accueilli par la critique (avec le mini hit Je bois et puis je danse). Une longue tournée avec le soutien du FAIR (sélection 2013), avec des dates au Café de la Danse, à la Maroquinerie, l'Alhambra, la Flèche d'or, etc. se poursuit jusqu'en 2014.
Le 17 avril 2012, sort l’album « Retrouvailles » chez Bonsai/Harmonia Mundi édité par Absolute management et regroupant des textes du poète et collectionneur d’art Bernard Lamarche-Vadel, mis en musique et interprétés par Nicolas Comment et Xavier Waechter. Toujours en 2012, l'artiste Perez (ancien leader du groupe Adam Kesher) signe en édition chez Auteur Maximum. Un EP 4 titres vinyle/digital sort chez le label DIRTY en avril 2013. Mais en septembre c'est Accelera son, la branche production d'Absolute management, qui signe l'artiste pour enregistrer son premier album pendant l'hiver 2013/2014 avec Pierrick Devin et Jean-Louis Piérot à la co-réalisation (avec Perez). Philippe ZDar mixe le titre Une Autre fois.
Au printemps 2014, Absolute management signe l'album de Perez "Saltos" en licence chez Barclay/Universal. Il sortira le 2 Octobre 2015 (le titre "Le Cirage" de Perez extrait de l'album sera exploité pour une importante campagne publicitaire par la marque "Roger et Gallet").
En 2015 également Absolute édite le deuxième album du groupe Aline "La Vie électrique" sorti chez PIAS le 28 aout 2015.
Le 2 février 2018 le deuxième album de Perez toujours édité par Absolute sortira sur le label "Etoile distante". Le 11 janvier 2019 sortira l'album "Toxique" de Caroline Loeb dont certains titres composés par Jean-Louis Piérot seront édités par Absolute.
En 2021 sortira le single "(Elle est partie) ma panthère" édité par Absolute et enregistré par "Donald Pierre", le projet solo de Romain Guerret du groupe Aline.  Et le 8 octobre 2021 sortira l'album de Pauline Croze "Après les heures grises" édité par Absolute Management qui en assurera également la Direction artistique et la production exécutive.
Absolute Management au fil des ans sera éditeur de titres pour Miossec, Huret Félix Thiéfaine, Alex Rossi, Buridane...
La société sera vendue le 31 décembre 2023 à la société WTPL de Xavier Collin qui en prend la présidence. Anne Claverie en restera Directrice Générale.

## Divisions

### Auteur Maximum (édition)
Catalogue éditorial de la société, comprenant entre autres Les Valentins, Pauline Croze, Ludéal, Nicolas Comment, Aline, Perez, Jeremy Derrien

### Accelera Son (production)
Label de la société ayant produit Pauline Croze, Susan, Aline, Perez

## Groupes et artistes
- Étienne Daho
- Les Valentins
- Native
- Doriand
- Bénabar
- Pauline Croze
- Susan
- Olivia Ruiz
- Jean-Louis Piérot
- Ludéal
- Nicolas Comment
- Aline
- Perez
- Jeremy Derrien